# Свети Никола (Крайници)
Вижте пояснителната страница за други значения на Свети Никола.
„Свети Никола“ (на македонска литературна норма: „Свети Никола“) е възрожденска православна църква във велешкото село Крайници, централната част на Северна Македония. Храмът е част от Повардарската епархия на Македонската православна църква – Охридска архиепископия.
Църквата е изградена в XIX век. В архитектурно отношение представляна монументална трикорабна базилика. В интериора са запазени ценни стенописи от 1875 и 1889 година дело на двама различни зографи. Според надписа на иконостаса, в 1875 година тресончаните Петър Новев и синът му Григор Петров, представители на Дебърската художествена школа, изписват горната част на централния кораб, купола и голяма част от иконостаса. В надписа е споменат и Кръсте Зограф от Велес, автор на царските икони – „Исус Христос“ и „Света Богородица“. В олтара се пазят и две принтирани графики – на Света Богородица неувяхващ цвят, дело на гравьора Джанантонио Зуляни, отпечатана във Венеция в 1820 г. на разноски на зографите Стефан и Неофит от Света гора.